# 曹來旺
曹來旺，台灣政治人物，曾代表民主進步黨任職立法委員。

## 學歷
- 龍華科技大學
- 美國加州大學企管碩士

## 經歷
- 臺北縣議員
- 台北縣雲林同鄉會總召集人
- 民主進步黨台北縣議會黨團召集人
- 立法委員李應元競選總幹事
- 慈濟功德會會員
- 員邦企業董事長

## 外部連結
- 立法院 （页面存档备份，存于）